# Kounterfeit
Kounterfeit (en español Pacto letal y Trato mortal) es una película de acción para vídeo de 1996 dirigida por John Asher y protagonizada por Bruce Payne, Corbin Bernsen y Rob Stewart.
La película fue el debut de John Asher como director de películas.

## Argumento
Tres millones de dólares en billetes falsos: el sueño del dúo de gángsters Hopscotch y Frankie parece haberse hecho realidad. Sin embargo, al cambiar ese dinero por dinero real, se produce un tiroteo. Durante ese tiroteo el investigador encubierto Danny acaba también se encuentra entre los muertos.
Por casualidad, su hermana Colleen fue testigo del crimen. Tras la pista de su asesino, Colleen descubre que Danny había caído en una trampa. ¿Fue engañado por sus propios colegas?

## Reparto
| Actor               | Personaje                 |
| ------------------- | ------------------------- |
| Bruce Payne         | Frankie                   |
| Andrew Hawkes       | Tommy 'Hopscotch' Hopkins |
| Hilary Swank        | Colleen                   |
| Rob Stewart         | Vic                       |
| Corbin Bernsen      | Marty Hopkins             |
| Mark-Paul Gosselaar | Paco / Danny              |
| Elizabeth Gracen    | Bridgette                 |
| Bobbie Jean Brown   | Bailarina                 |
| Gil Bernardy        | Falsificador              |
| Michael Gross       | Capitán Evans             |

## Recepción
Hoy en día la película ha sido valorada en portales cinematográficos. En IMDb, con aproximadamente 400 votos registrados, el filme obtiene una media ponderada de 4,5 sobre 10. En cuanto a Rotten Tomatoes, los más de 100 votos registrados allí le dieron una valoración media de 3,1 de 5. También cabe destacar, que en La Vanguardia el 50 % de los usuarios registrados allí le dan a la película una valoración positiva.